# اسپرینگویل، ویکتوریا
اسپرینگویل (به انگلیسی: Springvale) یک منطقهٔ مسکونی در استرالیا است که در ویکتوریا (استرالیا) واقع شده‌است.